# Neuvelle-lès-la-Charité
Neuvelle-lès-la-Charité település Franciaországban, Haute-Saône megyében. Lakosainak száma 221 fő (2022. január 1.). Neuvelle-lès-la-Charité Raze, Bourguignon-lès-la-Charité, Fretigney-et-Velloreille, Grandvelle-et-le-Perrenot, Lieffrans, Mailley-et-Chazelot, Noidans-le-Ferroux, La Romaine és Rosey községekkel határos.

## Népesség
A település népességének változása:
| Lakosok száma | 231  | 226  | 229  | 225  | 224  | 224  | 224  | 223  | 221  |
|               | 2013 | 2015 | 2016 | 2017 | 2018 | 2019 | 2020 | 2021 | 2022 |